# 丸玉産業
丸玉木材株式会社（まるたまもくざいかぶしきがいしゃ）は、北海道網走郡津別町に本社を置く合板を製造・販売する企業である。

## 沿革
- 1902年（明治35年） - 創業
- 1949年（昭和24年） - 丸玉木材株式会社発足
- 1964年（昭和39年） - 大阪工場開設
- 1965年（昭和40年） - 茨城工場開設
- 1967年（昭和42年） - 舞鶴工場開設
- 1974年（昭和49年） - 丸玉産業株式会社に社名変更
- 2017年（平成29年） - 丸玉木材株式会社に社名変更

## 拠点
- 本社 - 北海道網走郡津別町新町7番地
- 津別工場 - 北海道網走郡津別町達美162番地
- 茨城工場 - 茨城県小美玉市上玉里2256
- 舞鶴工場 - 京都府舞鶴市平1157番地
- 札幌支店 - 北海道札幌市東区東苗穂5条3丁目7番55号
- 大阪支店 - 大阪府大阪市住之江区新北島1-2-1　オスカードリーム4階
- 名古屋支店 - 名古屋市中川区高畑2丁目2番地　荒伊ビル2階
- 福岡支店 - 福岡県糟屋郡粕屋町内橋西1-7-29　2階